# Cattedrali in Terra Santa
Questa è una lista delle cattedrali presenti in Israele e Palestina.

## Basilica del Santo Sepolcro
| Cattedrale                  | Diocesi                                                                     | Città       | Immagine |
| --------------------------- | --------------------------------------------------------------------------- | ----------- | -------- |
| Basilica del Santo Sepolcro | Patriarcato ortodosso di Gerusalemme, Patriarcato di Gerusalemme dei Latini | Gerusalemme |          |

## Cattedrali delle Chiese orientali
| Cattedrale                                     | Arcidiocesi o Diocesi             | Località    | Immagine |
| ---------------------------------------------- | --------------------------------- | ----------- | -------- |
| Cattedrale di San Giacomo fratello del Signore | Chiesa ortodossa di Gerusalemme   | Gerusalemme |          |
| Cattedrale di San Giacomo                      | Patriarcato armeno di Gerusalemme | Gerusalemme |          |
| Monastero di San Marco                         | Chiesa ortodossa siriaca          | Gerusalemme |          |
| Cattedrale della Santa Trinità                 | Patriarcato di Mosca              | Gerusalemme |          |

## Cattedrali cattoliche
| Cattedrale                                | Chiesa                          | Arcidiocesi o Diocesi                    | Località    | Immagine |
| ----------------------------------------- | ------------------------------- | ---------------------------------------- | ----------- | -------- |
| Procattedrale del Santissimo Nome di Gesù | Chiesa di rito latino           | Patriarcato di Gerusalemme dei Latini    | Gerusalemme |          |
| Cattedrale dell'Annunciazione             | Chiesa cattolica greco-melchita | Arcieparchia di Gerusalemme dei melchiti | Gerusalemme |          |
| Cattedrale di Sant'Elia                   | Chiesa cattolica greco-melchita | Arcieparchia di Akka                     | Haifa       |          |
| Cattedrale di San Luigi Re                | Chiesa maronita                 | Arcieparchia di Haifa e Terra Santa      | Haifa       |          |

## Cattedrale anglicana
| Cattedrale                | Diocesi                          | Città       | Immagine |
| ------------------------- | -------------------------------- | ----------- | -------- |
| Cattedrale di San Giorgio | Diocesi anglicana di Gerusalemme | Gerusalemme |          |